# Brigitte Fossey
Brigitte Florence Fossey, ejtsd:  bʁiʒit flɔʁɑ̃s fɔsɛ, (Tourcoing, Nord megye, 1946. június 15. –) francia színpadi és filmszínésznő.

## Élete

### Származása, gyermekkora

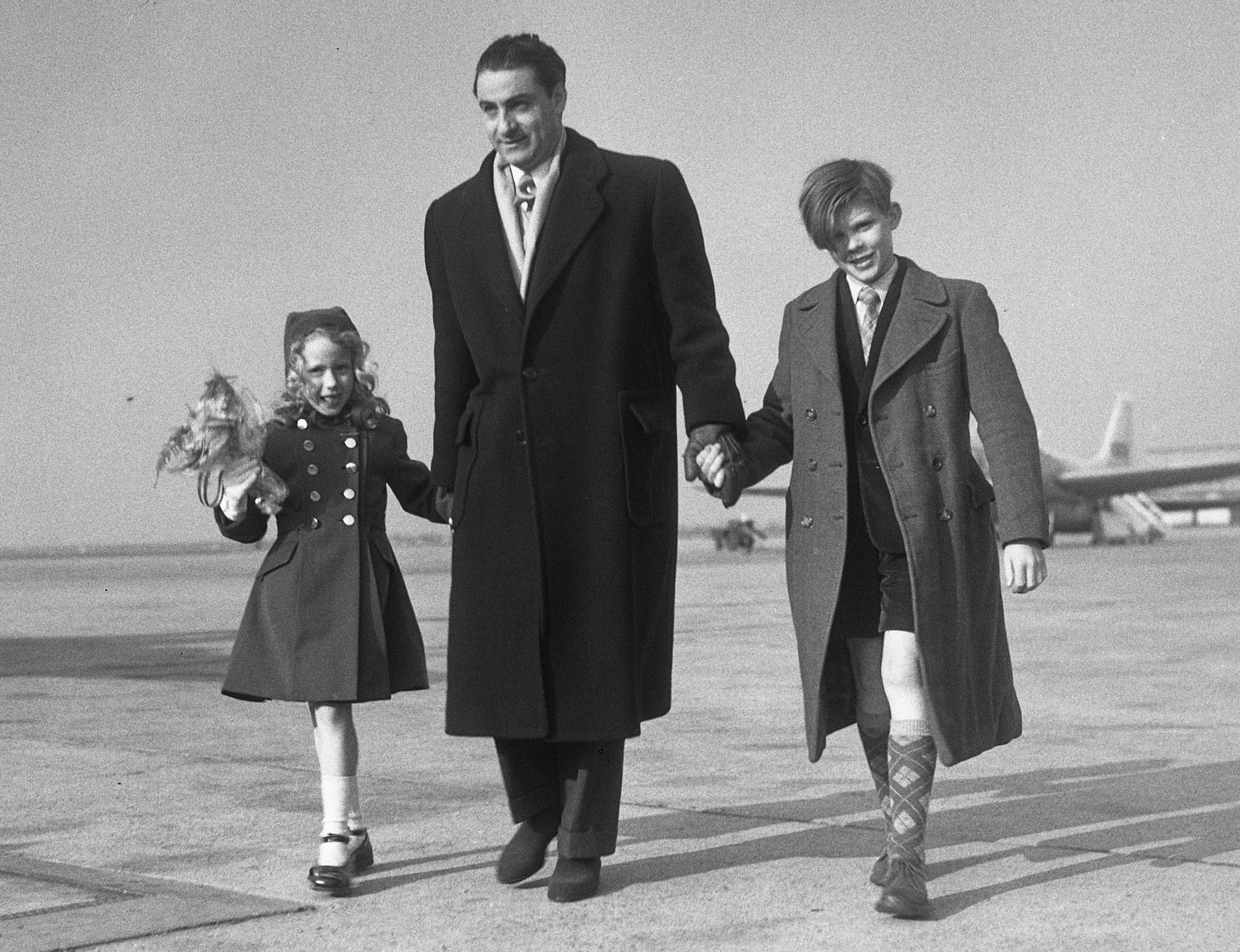
René Clément rendező Fossey-val és Georges Poujoulyval (1940–2000) az Amszterdam-Schiphol repülőtéren (1953)

Apja iskolai angol-tanár volt, anyja Marcelle Feuillade (1922–2016) színésznő. 1951-ben Brigitte ötéves volt, amikor megjelent egy hirdetés, ahol gyermekszereplőket kerestek René Clément rendező Tiltott játékok (Jeux interdits) című filmjéhez. Brigitte nagynénje rábeszélte szüleit, próbáljanak szerencsét a kislánnyal. 
Clément-nak megtetszett a kislány természetes magabiztossága és spontán viselkedése. 
Kiválasztotta Fossey-t (és vele a tízéves Georges Poujoulyt is). Fossey a világháborúban elárvult kisgyermeket játszott Clément filmjében, mely világszerte sikert aratott, és több díjat kapott, köztük a a legjobb idegen nyelvű filmnek járó Oscar-díjat is. A kislányt bemutatták Erzsébet angol királynőnek is. Fogadásokra, gyermekrendezvényekre járt, zajosan ünnepelték. Hétévesen szülei egy évre beíratták egy bentlakásos angliai iskolába Herne Bayben.
Gyermekszínészként még két filmet forgatott, 1954-ben Carlo Borghesio olasz rendező La corda d’acciaio (Acélsodrony) című drámájában, és 1955-ben Gene Kelly amerikai színész-rendező szerződtette The Happy Road című zenés filmjéhez, mely 1957-ben mutattak be. Tízéves korában szülei úgy ítélték, hogy a kislányt ki kell vonni a filmipar hatásköréből, hogy korának megfelelően nevelhessék, és folytathassa megszakított iskolai tanulmányait. Apját közben áthelyezték Párizsba, családját is oda költöztette. A kislány az iskola mellett táncolni és zongorázni is tanult. Érettségi után elvégzett egy irodalom szakos egyetemi előkészítő tanfolyamot, és Genfben tanult tovább egy felsőfokú fordító és tolmácsiskolában. Tanulmányai alatt teljesen távol maradt a filmipartól.

### Színészi pályája

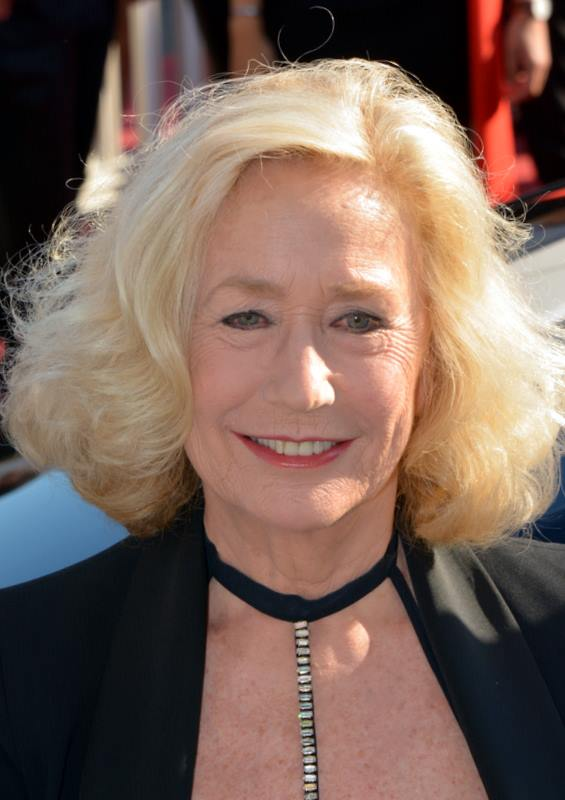
A 2017-es cannes-i fesztiválon

Húszéves korában színjátszást tanult Yves Furet párizsi stúdiójában. 1967-ben Jean-Gabriel Albicocco rendező főszerepet adott neki Le Grand Meaulnes (A titokzatos birtok) című romantikus filmdrámájában, mely Alain-Fournier azonos című regényéből készült. Szerepelt Jean Herman rendező 1968-as Ég veled, barátom! című bűnügyi filmjében, Alain Delon és Charles Bronson társaságában.
Az 1970-es években és az 1980-as évek elején játszott igényes szerepei révén (Raphaell, A sors iróniája, La Brigade, Herék, avagy a tojástánc, Calmos, Les Fleurs du miel, Le Pays bleu, A férfi, aki szerette a nőket, Rossz fiú, Habzsoljuk az életet, Az ifjú férj) generációjának egyik legismertebb sztárjává vált. Francis Ford Coppola 1972-es A Keresztapa filmjének francia változatában Kay Adams (Diane Keaton) az ő hangján szólalt meg.
1980-ban átütő sikert aratott Claude Pinoteau rendező Házibuli (La boum) című romantikus filmjében, ahol a 14 éves Sophie Marceau anyukáját alakította, a sikert tovább vitte 1982-ben, a a Házibuli folytatásában is. 1982-ben meghívták a 32. Berlinale zsürijébe.
A francia mozi neve neves rendezői (Molinaro, Deville, Blier, Lelouch, Jacquot, Tacchella, Sautet, Truffaut, Farges, Gilson, Effenterre) mellett nemzetközi sztárrendezőkkel is eredményesen dolgozott. Mivel folyékonyan beszélt angolul, több hollwoodi filmben is szerepelt, így Robert Altman rendező 1979-es Kvintett c. disztópiájában ő játszotta Viviát, a Paul Newman által alakított Essex feleségét. Más nemzetközi produkciókban is sikerrel szerepelt, így Jeannot Szwarc 1983-es Enigma kémfilmjében, Martin Sheen és Sam Neill mellett és Krzysztof Zanussi rendező Imperativ-jában Robert Powell mellett.
Az 1990-es évektől keresett tévés szereplővé vált. Különösen két sorozat tette a nézők kedvencévé, a Mogador lakói-ban és a  Le château des oliviers-ben, utóbbiért 1994-ben megkapta a legjobb színésznőnek járó 7 d’or díjat. Színpadi szerepeiben is tudatosan küzd a „ártatlan, kedves, kékszemű szőkeség” kliséje ellen. Nehéz drámai szereket vállalt Ionesco, Csehov és Audiberti-művekben.

### Társadalmi tevékenysége
Civil aktivistaként Fossey aktívan segíti a mélyszegénység ellen küzdő ATD Negyedik Világ Mozgalmat.
2023 február 3-án a Chez Jordan c. tévéműsorban úgy nyilatkozott, támogatja az Élisabeth Borne miniszterelnök által beterjesztett nyugdíjreform-programot.

### Magánélete
Első házasságát húszévesen, 1966-ban kötötte Jean-François Adam francia színész és filmrendezővel. 1968-ban született leányuk, Marie Adam színésznő. Adam 1980-ban öngyilkosságot követett el.
Fossey 1970-ben az akkori férje, Jean-François Adam által rendezett M comme Mathieu film forgatása közben ismerkedett meg Yves Samama fogorvos-szájsebésszel, akihez később, Adam halála után feleségül ment és azóta Párizsban élnek.

## Főbb filmszerepei
- 2022: Mon héroïne; Jeanne
- 2022: Renaissances, tévé-minisorozat; Françoise
- 2017–2019: Quartier des Banques; tévésorozat; Blanche Grangier
- 2018: Coup de foudre sur un air de Noël; tévéfilm; Monique
- 2018: Les Disparus de Valenciennes; tévéfilm; Christiane Tortois
- 2016: Faut pas lui dire; Violette
- 2014: Jusqu’au dernier; tévé-minisorozat; Hélène
- 2009: Le mystère Joséphine; tévéfilm; Rose Claire
- 2008: La mort dans l’île; tévéfilm; Jeanne Borghese
- 2006: Grosse chaleur; tévéfilm; Marie-Sophie
- 2004: L’homme en question; tévéfilm; Elle
- 1997–2000: Un et un font six; tévésorozat; Laurence
- 2000: Passage interdit; tévéfilm; Mathilde Auger
- 1998: Kövesd a nőt! (Une femme à suivre); tévéfilm; Camille
- 1995: Una bambina di troppo; tévéfilm; Nicole
- 1995: Femme de passions; tévéfilm; Gabrielle
- 1995: Pour l’amour de Thomas, tévéfilm; Véronique
- 1993: Le château des oliviers; tévé-minisorozat; Estelle Laborie
- 1992: Das lange Gespräch mit dem Vogel; tévéfilm; Elisabeth Halbritter
- 1992: Un vampire au paradis; Madame Belfond
- 1992: Ferbac; tévésorozat; Martine
- 1992: Les enfants du naufrageur; Hélène
- 1991: Az utolsó pillangó (Poslední motýl); Vera
- 1990: Chillers; tévésorozat; Sylvia
- 1989: A forradalom nyara (L’été de la révolution); Marie-Antoinette
- 1989: Game over (3615 code Père Noël); Julie
- 1988: Cinema Paradiso (Nuovo Cinema Paradiso); Elena Mendola (felnőtt)
- 1985: L’affaire Caillaux; tévéfilm; Henriette
- 1985: Au nom de tous les miens; tévé-minisorozat; Dina
- 1984: Flügel und Fesseln; Isabelle
- 1984: Les fausses confidences; Araminte
- 1984: Un caso d’incoscienza; tévéfilm; Elisabeth
- 1984: Tiltott szerelem (Un amour interdit); Elvire
- 1983: Au nom de tous les miens; Dina
- 1983: La scarlatine; Nicole Palazzi
- 1983: Le bâtard; a művezető felesége
- 1983: Az ifjú férj (Le jeune marié); Viviane
- 1982: A házibuli folytatódik (La boum 2); Françoise Beretton
- 1982: Enigma; Karen Reinhardt
- 1982: Imperativ; Yvonne
- 1981: Habzsoljuk az életet (Croque la vie); Catherine
- 1981: A magányos Chanel (Chanel Solitaire); Adrienne
- 1980: Házibuli (La boum); Françoise Beretton
- 1980: Rossz fiú (Un mauvais fils); Catherine
- 1980: Tékozló szív (L’été indien); tévéfilm; Françoise
- 1979: Le mouton noir; Béatrice
- 1979: Mais où et donc Ornicar; Anne
- 1979: Kvintett (Quintet); Vivia  (rend Robert Altman)
- 1978: L’affaire Suisse; Mireille Wabre
- 1978: Die gläserne Zelle; Lisa Braun
- 1978: Guerres civiles en France; Andrée Léo („La semaine sanglante” c. részben)
- 1977: La fille d’Amérique; Béatrice
- 1977: Les enfants du placard; Juliette
- 1977: A férfi, aki szerette a nőket (L’homme qui aimait les femmes); Geneviève Bigey
- 1977: Le pays bleu; Louise Morand
- 1976: Les fleurs du miel; Sylvie
- 1976: Calmos; Suzanne Dufour
- 1976: Le bon et les méchants; Dominique Blanchot
- 1975: Les Mohicans de Paris; tévésorozat; Olympe de Rieul
- 1975: Le chant du départ; Marguerite
- 1975: Christophe Colomb; tévéfilm; Kasztíliai Izabella királynő
- 1975: La brigade; Kátya
- 1975: Esprits de famille; tévéfilm; Ernestine Bichois
- 1975: La croisée; tévéfilm; Viviane
- 1974: A sors iróniája (L’ironie du sort); Ursula
- 1974: Herék, avagy a tojástánc (Les valseuses); nő a vonaton
- 1974: Erica Minor; Anne
- 1971–1973: Les cent livres des hommes; tévésorozat; Grande Alice / Clélia
- 1973: The Man Who Died Twice; tévéfilm; Denise
- 1973: Mogador lakói (Les gens de Mogador); tévésorozat; Dominique Vernet
- 1971: M comme Mathieu; Jeanne / Murielle
- 1971: Raphaell (Raphaël ou le débauché); Bernardine
- 1971: Bűn és bűnhődés (Crime et châtiment); tévéfilm; Sonia
- 1968: Ég veled, barátom! (Adieu l’ami); Dominique „Waterloo” Austerlitz
- 1967: Le grand Meaulnes; Yvonne de Galais
- 1957: The Happy Road; Janine Duval
- 1954: La corda d’acciaio;  Marcella
- 1952: Tiltott játékok (Jeux interdits); Paulette

## Elismerései, díjai
Elnyert díjai
- 1952: a Velencei Filmfesztivál díja, a legjobb női alakításáért, René Clément Tiltott játékok c. filmjében, gyermekszínészként
- 1994: 7 d’or-díj, játékfilmben nyújtott legjobb női alakításért, a Le château des oliviers-beli szerepben

Jelölések
- 1977: jelölés César-díjra, a legjobb női mellékszerplő kategóriában, a Le bon et les méchants-ban nyújtott alakításáért
- 1978: jelölés César-díjra, a legjobb színésznő kategóriában, a Les Enfants du placard-ban nyújtott alakításáért

Kitüntetései
- 2002: Francia Becsületrend lovagja[15]
- Francia Köztársaság Nemzeti Érdemrendje lovagja

## További információ
- Brigitte Fossey a PORT.hu-n (magyarul)
- Brigitte Fossey az Internetes Szinkronadatbázisban (magyarul)
- Brigitte Fossey az Internet Movie Database-ben (angolul)
- Brigitte Fossey a Rotten Tomatoeson (angolul)
- Brigitte Fossey az AlloCiné weboldalán (franciául)
- Brigitte Fossey Profile (angol nyelven). famousfix.com. (Hozzáférés: 2023. július 15.)
- Brigitte Fossey. British Film Institute (BFI.com). (Hozzáférés: 2023. július 15.)